# Haute fonction publique
La haute fonction publique, ou haute administration, se compose de hauts fonctionnaires de l'administration publique chargés d'importantes responsabilités.